# Эхт-Сюстерен
Эхт-Сюстерен (нидерл. Echt-Susteren) — община в провинции Лимбург (Нидерланды).

## История
Община была образована 1 января 2003 года слиянием двух общин: Эхт и Сюстерен.

## Состав
Община состоит из следующих населенных пунктов (в скобках указано население на 2020 год):
- Эхт (7 602)
- Сюстерен (7 224)
- Пей (6 926)
- Ниустат (3 253)
- Конингсбос (1 649)
- Синт-Йост (1 441)
- Ростерен (1 432)
- Мариа-Хоп (1 298)
- Дитерен (789)

## География
Территория общины занимает 104,62 км². На 1 августа 2020 года в общине проживало 31 654 человека.